# ČD 799 sorozat
A ČD 799 sorozat egy cseh B tengelyelrendezésű, mechanikus-villamos-mechanikus erőátvitelű akkumulátoros dízelmozdony-sorozat. A JLS gyártotta 1992 és 2000 között a ČD részére. Az aprócska, mindössze 37 kW-os teljesítményű mozdonyból összesen 41 db készült. Dízelmotorjával 10 km/h, akkumulátoros hajtással 5 km/h sebességre képes. Feladata a vasútállomások és pályaudvarok területén a belső üzemi mozgások, tolatások kiszolgálása.